# Луцій Анній Басс
Лу́цій А́нній Басс (лат. Lucius Annius Bassus; I століття) — політичний і державний діяч Римської імперії, консул-суффект 70 року.

## Біографія
Про походження та батьків відомостей немає. 
Відомо, що у 52 році він був проконсулом у римській провінції Кіпр. Надалі 68 року взяв активну участь у Першій Юдейській війні. У 69 році він узяв участь у громадянській війні на боці Веспасіана як легат XI легіону Клавдія. У 70 році його було призначено консулом-суффектом разом з Гаєм Леканієм Бассом Цециною Петом. 
Про подальшу долю Луція Аннія Басса невідомо.